# Heliobolus crawfordi
Heliobolus crawfordi — вид ящірок родини ящіркових (Lacertidae). Ендемік Анголи. Описаний у 2022 році.

## Поширення і екологія
Heliobolus crawfordi мешкають в прибережних районах на заході центральної Анголи, від центральних районів Намібе через Бенгелу до Південної Кванзи. Вони живуть на відкритих піщаних рівнинах та в сухих чагарникових заростях.